# Kvartérní sektor

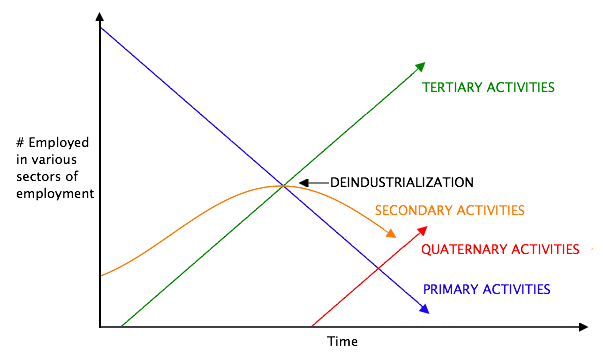
Model Colina Clarka (ekonom) ukazující zaměstnanost v ekonomických sektorech ekonomiky procházející technologickými změnami

Kvartérní sektor (kvartér) nebo také znalostní sektor (znalostní ekonomika, knowledge sector) je ekonomický sektor zahrnující vědomostní části ekonomiky. Do tohoto sektoru typicky spadají odvětví vědy a výzkumu a vysokoškolského vzdělávání. S výjimkou výzkumu a IT zahrnují některé definice do kvartérního sektoru i další služby, jako je například zábavní průmysl (průmysl volného času). Celé toto odvětví je založeno především na schopnostech a znalostech osob, které se v této oblasti pohybují a dále se vyznačuje vysokými požadavky na vzdělání zaměstnanců. Rozvoj kvartérního sektoru je znakem ekonomik prvního a druhého světa.
V různých zemích je zastoupení kvartérního sektoru odlišné. To je způsobeno především vysokými nároky na vzdělanost pracovníků, kteří v tomto sektoru působí. V nejvyspělejších zemích západní Evropy, pracuje v terciárním a kvartérním sektoru i více než 70 % obyvatel. Oproti tomu v některých méně vyspělých oblastech světa kvartérní sektor takřka neexistuje. Celosvětově ovšem můžeme pozorovat trend poklesu pracovních míst v primárním a sekundárním sektoru, a naopak nárůst počtu pracujících ve službách, a právě v kvartérním sektoru. V České republice nepřesahuje podíl kvartérního sektoru 40 % HDP, oproti tomu v Praze tvořil kvartér v roce 2015 64 % jejího HDP a stále roste.

## Historie
Během rozvoje průmyslu se postupně vymezily tři sektory ekonomiky. Primární sektor, sekundární sektor a sektor terciární. Postupem času se z terciérního sektoru, který tvoří především služby, začal vyčleňovat sektor kvartérní a z něho později ještě sektor kvintérní, obsahující Hi-tech výzkum a technologie. Samotný kvartérní sektor se začal více rozvíjet především v 70. a v první polovině 80. let minulého století, a to hlavně v oblastech výzkumu a vývoje. Největší rozmach pak zažívá dnes (2019), kdy se s pomocí internetu a moderních technologií přesouvá do tohoto sektoru stále více zaměstnanců.

## Příklady odvětví
- Poradenství
- Věda a výzkum
- Návrhářství
- Média
- Plánování
- Design
- Zábavní průmysl
- Informační technologie
- Vysokoškolské vzdělávání